# Bachrich Zsigmond
Bachrich Zsigmond (Zsámbokrét, 1841. január 23. – Bécs, 1913. július 16.) zeneszerző és hegedűművész.

## Élete
A bécsi konzervatórium növendéke volt. 1851 – 1857 közt Böhrn tanította. Rövid ideig Bécsben működött, mint színházi karmester, majd 1866-ban Párizsba költözött. Nehéz sorsa volt, dirigált, újságot írt, majd gyógyszerészinas lett. 1869-ben visszatért Bécsbe, ahol a Hellmesberger-féle vonósnégyes brácsása lett. Tizenkét évig működött ebben a kvartettban. Ezután 1899-ig a bécsi Zeneakadémia tanára, a filharmonikusok szóló-brácsása, a Hofoper zenekarának hangversenymestere és a Rosé vonósnégyes tagja volt. Komponált: kamarazeneműveket, dalokat írt. Két vígoperája a „Muzzedin” (1883) és a „Heini von Steier” (1884) nagy sikert aratott. „Der Fuchs-Major” című operettje népszerű volt a maga idejében. „Sakuntala” című balettjét is bemutatták. Hátrahagyott művei közt találták ezt a kéziratot: „Aus verklungenen Zeiten, Erinnerunq eines altén Musikers” (Megjelent Bécsben 1914-ben).